# Nelikko
Nelikko war ein finnisches Volumenmaß für Flüssigkeiten. 
Auch in Schweden wurde es genutzt. Es entsprach etwa einem Viertel eines Fasses.
- 1 Nelikko = 7 ½ Kappaa = 41,22 Liter Trockenware
- 1 Nelikko = 12 Kannua/Krüge = 31,406 Liter Flüssigkeiten